# Cézár
A Cézár a latin Caesar családnévből származik, az eredete és jelentése vitás. Latin szavakból való megfejtések szerint a jelentése lehet hosszú, dús hajú vagy metszett, vágott. Más magyarázat szerint a név etruszk eredetű.   Női párja: Cezarin.

## Gyakorisága
Az 1990-es években szórványos név, a 2000-es években nem szerepel a 100 leggyakoribb férfinév között.

## Idegen nyelvi változatok
Cesare: olasz

## Névnapok
- január 12.[2]
- február 25.,[2] szökőévekben február 26.
- március 25.[2]
- április 15.[2]
- augusztus 27.[2]
- augusztus 29.[2]
- szeptember 25.[2]

## Híres Cézárok
- Cesare Arzelà olasz matematikus
- Cesare Beccaria olasz jogtudós
- Cesare Bocci olasz színész
- Cesare Borgia  Valence hercege, olasz nemes, politikus
- César Franck zeneszerző, orgonaművész
- Caius Iulius Caesar római hadvezér, politikus
- Cesare Jonni korábbi nemzetközi labdarúgó-játékvezető
- César Sánchez spanyol labdarúgó
- Mednyánszky Sándor Cézár római katolikus lelkész, az 1848–49-es szabadságharcban tábori főlelkész